# WarioWare: Move It!
WarioWare: Move It! est un jeu vidéo de type party game, développé par Intelligent Systems et édité par Nintendo, sorti le 3 novembre 2023 exclusivement pour la Nintendo Switch. Il s'agit du onzième épisode de la série WarioWare, du deuxième jeu WarioWare à sortir sur la Nintendo Switch, après Get It Together! (2021), et de la première suite directe de la série WarioWare, puisqu'il fait suite au jeu Wii de 2006, Smooth Moves.

## Système de jeu
Comme les opus précédents de la série WarioWare, le jeu demande aux joueurs de s'attaquer à des vagues de mini-jeux rapides connus sous le nom de « micro-jeux ». À l'instar du jeu Wii de 2006, Smooth Moves, qui utilise la télécommande Wii pour les micro-jeux contrôlés par le mouvement, le jeu se concentre sur l'utilisation des commandes de mouvement des manettes Joy-Cons de la Nintendo Switch.
De ce fait, chaque micro-jeu s'articule autour d'une des nombreuses « formes » qui décrit la manière dont le joueur doit initialement tenir les Joy-Con, après quoi il déplace les manettes afin de terminer chaque épreuve. De plus, certains microjeux utilisent également la caméra infrarouge du Joy-Con droit. Move It! comprend plus de 200 micro-jeux,. Le jeu propose un jeu coopératif local, dans lequel deux joueurs doivent synchroniser leurs mouvements entre eux afin de compléter les micro-jeux, ainsi que des modes supplémentaires pouvant accueillir jusqu'à quatre joueurs.

## Trame
Une publicité télévisée offre la possibilité de visiter un centre de vacances appelé « Île Caresawy » en achetant un hamburger. Wario, affamé, passe devant le restaurant de burgers et en commande une cinquantaine, ce qui lui permet de gagner un voyage sur l'île de Caresaway avec vingt amis, à son grand désarroi. En apprenant cela, les amis de Wario lui demandent de les accompagner, ce qu'il accepte à contrecœur.
Lorsque la bande arrive sur l'île, les habitants lui donnent des pierres de forme. Ils ressemblent à des Joy-Cons et ils peuvent être utilisées avec les mains pour les aider dans certaines situations.
Puis, les personnages partent pour leurs propres aventures sur l'île : Wario tente de fuir les habitants d'un temple, Mona va sous l'eau à la recherche de sirènes, le Dr Crygor, Penny et Mike voyagent dans le temps jusqu'à l'âge de pierre et posent pour un dessin de l'homme des cavernes, Ashley essaie de redonner à Red sa taille normale après qu'il a mangé des myrtilles qui l'ont rendu minuscule, Orbulon devient amnésique et croit qu'il est un dieu, Kat et Ana essaient de reprendre la carte de l'île à un groupe de plantes mutantes, Young Cricket se bat contre une armée de pingouins, Jimmy T. finit par surfer sur un requin, Dribble et Spitz participent à une course d'aéroglisseurs, et 9-Volt tente de sauver 5-Volt, 18-Volt et 13-Amp d'un magasin effrayant.
Wario retourne ensuite au temple qu'il a visité plus tôt et tente de voler les objets en or qui s'y trouvent, mais il finit par être envahi par la lave et fusionne avec un volcan géant. En utilisant les pierres de forme, les amis de Wario le vainquent et il redevient normal. Cependant, il atterrit à nouveau dans le temple et est vénéré par les personnes qui l'avaient attaqué plus tôt.

## Développement et sortie
WarioWare: Move It! est annoncé le 21 juin 2023 lors d'une présentation Nintendo Direct. La sortie du jeu est prévue le 3 novembre 2023 sur Nintendo Switch. Le 21 août 2023, Nintendo annonce la retrait de Charles Martinet pour l'interprétation de Wario et d'autres personnages, et confirme son absence de Move It!. Le 1er novembre 2023, il est confirmé que Kevin Afghani, qui a prêté sa voix pour Mario et Luigi dans Super Mario Bros. Wonder, reprendrait le rôle de Wario,.

### Doublages

#### Voix originales
- Kevin Afghani : Wario
- Alejandra Cazares : Lulu
- Stephanie Sheh : Mona, Kat
- Vegas Trip : Jimmy T
- Fryda Wolff : Ana, Penny
- Kyle Hebert : Dribble, Dr. Crygor
- Griffin Puatu : Spitz
- Robbie Daymond : Young Cricket, Mike, Orbulon
- Melissa Hutchison : 9-Volt
- Edward Bosco : 18-Volt
- Cristina Vee : 5-Volt, 13-Amp
- Erica Lindbeck : Ashley
- Tyler Shamy : Red
- Owen Thomas : Master Mantis
- Todd Haberkorn : Fronk, Leo
- Masanobu Matsunaga : Pyoro
- Keith Silverstein : narrateur

#### Voix françaises
- Frédéric Souterelle : Wario, Dribble, Joe
- Geneviève Doang : Mona, Kat, Ana
- Nelly Rebibo : Lulu, Penny, Red, 9-Volt
- Martial Le Minoux : Dr. Crygor, Master Mantis, Fronk
- Franck Sportis : Mike, Orbulon, 18-Volt
- Emmanuel Bonami : Jimmy T.
- Jessie Lambotte : Ashley, 5-Volt
- Donald Reignoux : Young Cricket, Spitz
- Thierry Gondet  : narrateur

## Accueil
WarioWare: Move It! reçoit des avis « généralement favorables », selon l'agrégateur de notes Metacritic tandis que 73 % des critiques recommandent le jeu selon le barème d'OpenCritic. 